# Üchtelhausen
Üchtelhausen è un comune tedesco di 3 967 abitanti, situato nel land della Baviera.